# 索尼影視電影集團
索尼影視娛樂電影集團（英語：Sony Pictures Entertainment Motion Picture Group），索尼影視娛樂旗下部門，負責管理其電影業務。該公司於1998年成立，由哥倫比亞影業與三星影业的業務整合而成。2013年以前稱為哥倫比亞三星電影集團（英語：Columbia TriStar Motion Picture Group，簡稱）。

## 歷史
索尼影視電影集團成立於1998年，前身為哥倫比亞三星電影集團，是索尼影視娛樂公司的現有部門，由索尼持有。該公司旗下有索尼影業的許多現有電影部門。當時其旗下有哥倫比亞影業、三星影業、凱旋影業、索尼經典電影和索尼影視發行。1998年12月8日，索尼影視娛樂重組了前動畫和電視部門幕寶電影公司，將其作為索尼影視娛樂哥倫比亞三星電影集團的電影部門，該部門自成立以來的幾十年中，為母公司服務過多種不同的事務。
2002年，哥倫比亞三星電視公司更名為索尼影视电视。最後剩下的三家以「哥倫比亞三星」為品牌的公司分別是哥倫比亞三星家庭娛樂公司、哥倫比亞三星電影集團和哥倫比亞三星行銷集團。哥倫比亞三星家庭娛樂公司和哥倫比亞三星電影發行公司分別於2004年及2005年，更名為索尼影視家庭娛樂、索尼影視國際發行，而哥倫比亞三星電影集團則成為索尼影視娛樂公司倒數第二家在其名稱中使用「哥倫比亞三星」品牌名稱的子公司。
2013年，三星製片公司成立，是索尼影視娛樂兼前二十世紀福斯董事長湯姆·羅思曼的合資企業。2013年10月，索尼影業將自家電影集團更名為「索尼影視電影集團」。索尼影視動畫公司和索尼影視圖像工作室從索尼影視數位公司轉移至其電影集團。2016年6月2日，道格·貝爾格拉德宣布辭去索尼影視電影集團總裁一職，轉任工作室的製片人。貝爾格萊德於2014年升任索尼影視電影集團總裁。

## 3000影業
2019年7月15日，前福斯2000影業總裁伊莉莎白·加布勒（Elizabeth Gabler）及全體福斯2000員工加入索尼影視娛樂公司，與該電影集團共同組成3000影業公司。哈珀柯林斯將承擔該部門一半的管理費用和開發費用。3000影業也將投入電視和串流媒體項目。

## 索尼影視發行
索尼影視發行（英語：Sony Pictures Releasing Corporation）是索尼旗下的美國電影發行公司。該公司成立於1994年，負責索尼影視娛樂公司製作及發行的電影的院線發行、宣傳與推廣。

## 外部連結
- 索尼影業電影